# Factory Fashion Market
Factory Fashion Market je brněnský trh s nezávislou módou. Poprvé byl pořádán v červnu roku 2010 v industriálních prostorách brněnské Zbrojovky ve spojení s hudební akcí burningBEATS FACTORY pARTy. Další díly Factory Fashion Marketu se odehrály v brněnském multifunkčním domě Stadion. 
Na Factory Fashion Marketu nabízí cca 50[zdroj⁠?!] převážně českých tvůrců své vlastní výrobky, které musí splňovat kritérium nezávislosti tvorby. Nezávislost je v tomto případě pojímána jako nezávislost na cizím kapitálu, nadnárodní korporaci či masové produkci zboží. Většina nabízených módních a designových výrobků je vytvářena ručně, své výrobky zde prodávají samotní výrobci.
Factory Fashion Market pořádá jedna z nezávislých módních značek – LoveMusic. Samotný trh je doplněn o hudební kulturní program a módní přehlídky zúčastněných tvůrců. Od února 2011 se každý díl Factory Fashion Marketu vymezuje podtitulkem, který má upozornit na téma zajímavé pro nezávislou módní scénu. V únoru 2011 to bylo zkoumání pojmu nezávislá móda, v červnu 2011 móda pro muže a jejich opomíjení ze strany tvůrců a pro listopad 2011 je ohlášeno téma Shop Locally!, tedy lokální nakupování versus nadnárodní značky.